# Silas Casey

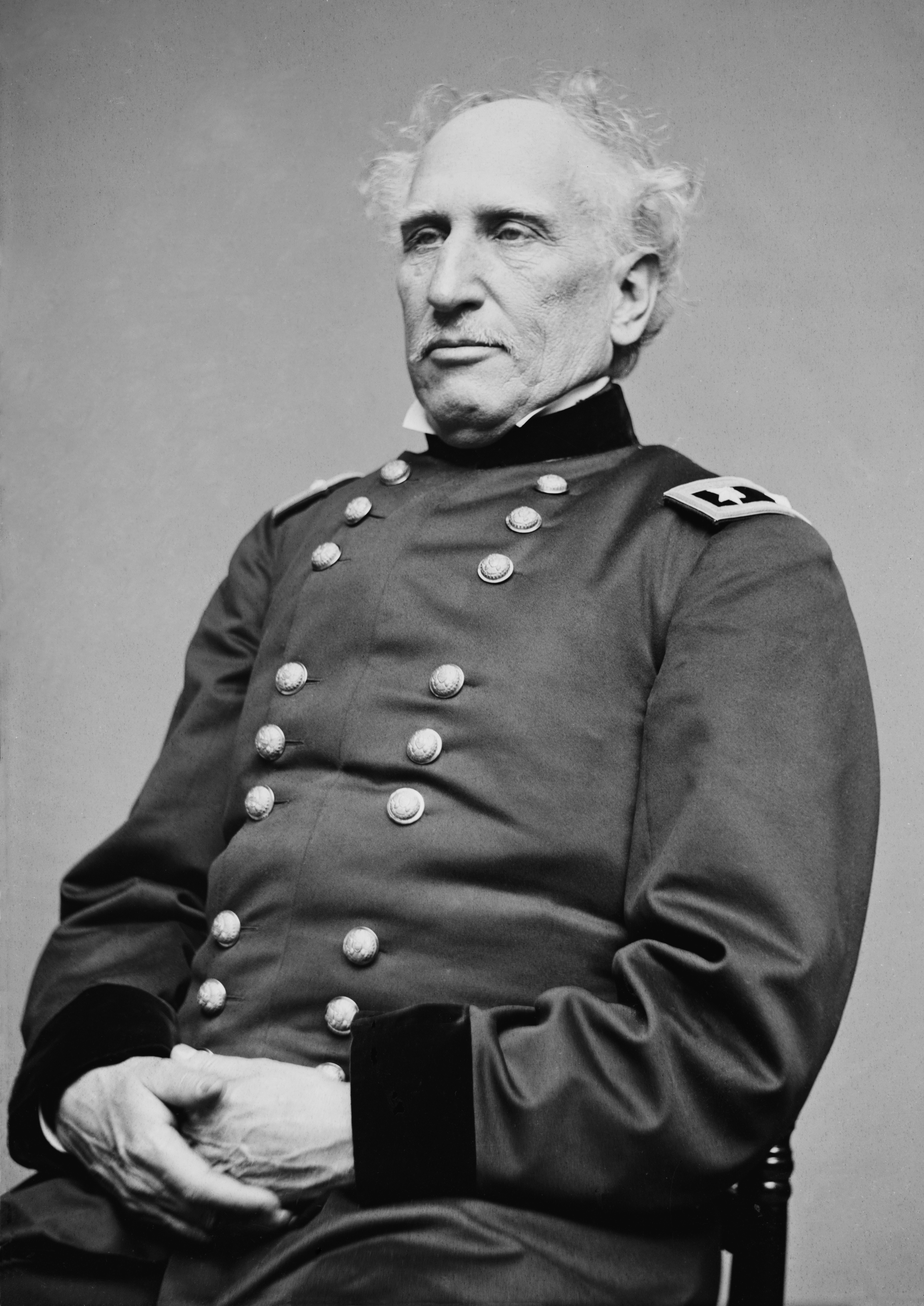
General Silas Casey

Silas Casey (12 de julio de 1807 - 22 de enero de 1882) fue un oficial del Ejército de los Estados Unidos de carrera que ascendió al rango de general de división durante la guerra civil estadounidense.

## Primeros años de vida y carrera militar
Casey nació en East Greenwich, Rhode Island. Se graduó de la Academia Militar de los Estados Unidos en 1826 (39.º de 41).
Luchó en la Segunda Guerra Seminola bajo William J. Worth de 1837 a 1842. Durante la Guerra México-Americana luchó en las Batallas de Contreras y de Churubusco, y fue nombrado mayor temporal el 20 de agosto de 1847 por conducta valerosa. Luego luchó en la batalla del Molino del Rey y fue gravemente herido durante la batalla de Chapultepec el 13 de septiembre de 1847. En 1880 Casey se convirtió en miembro veterano del Club Azteca de 1847, una sociedad militar compuesta originalmente por oficiales que habían servido en la ocupación de la Ciudad de México y luego extendió su membresía a todos los oficiales de los Estados Unidos que habían servido durante la guerra de México y sus descendientes.
Después de la guerra México-Americana, desempeñó funciones de frontera y escoltó expedciones topográficas, incluyendo un viaje a California alrededor del Cabo de Hornos en 1849. Comandó en el campamento Picket durante la guerra del Cerdo en la Isla San Juan del 10 de agosto al 18 de octubre de 1859.

## Guerra Civil
Casey fue ascendido a general de brigada de voluntarios el 31 de agosto de 1861, poco después de su llegada a la costa este y fue ascendido a coronel del ejército regular el 9 de octubre. Casey llegó a ser comandante de división en el IV Cuerpo bajo el mando del general de brigada Erasmus Keyes. Durante la Batalla de los Siete Pinos, la división de Casey fue atacada por los confederados de D.H. Hill y expulsada del campo en pánico. El general George B. McClellan los culpó por el desastre, a pesar de que era la división más pequeña, menos experimentada y menos equipada del ejército y claramente no debería haber sido colocada en un lugar tan vulnerable como el cruce de Seven Pines. Casey fue removido del mando de la división y reemplazado por el General de Brigada John J. Peck. Durante el resto de la Campaña de la Península, Casey y su antigua división fueron relegados a un puesto alrededor del cuartel general del ejército en Harrison's Landing y se mantuvieron alejados del frente. Después de las batallas de los Siete Días, cuando McClellan llevó a cabo una revisión del ejército, los soldados de la división de Casey le dieron la espalda y se negaron a vitorearlo. Fue ascendido a mayor general de voluntarios el 27 de julio (a partir del 4 de julio) en promoción general de todos los comandantes de cuerpos y divisiones del ejército.
Escribió el Sistema de Tácticas de Infantería en tres volúmenes, incluyendo los volúmenes de Tácticas de Infantería I y II, publicados por el ejército el 11 de agosto de 1862, y Tácticas de Infantería para Tropas de Color, publicado el 9 de marzo de 1863. Los manuales fueron utilizados por ambas partes durante la Guerra Civil.
En diciembre de 1862 fue nombrado miembro de la junta que finalmente condenó al mayor general Fitz John Porter por desobediencia y cobardía por sus acciones en la Segunda Batalla de Bull Run.
Al final de la guerra, Casey recibió el rango honorífico de mayor general el 15 de marzo de 1865. Fue retirado del servicio voluntario y regresó a su rango de coronel del ejército regular el 24 de agosto de 1865.

## Postguerra
Casey se retiró del ejército el 8 de julio de 1868, a la edad de 61 años, después de haber servido más de 40 años en servicio activo.
En 1870, se convirtió en miembro hereditario de la Sociedad de Cincinnati de Massachusetts en sucesión de su tío el Dr. Lincoln Goodale En 1880 se unió al Club Azteca de 1847 y fue sucedido por su hijo, Silas III, tras su muerte. El general Casey también era miembro de la Orden Militar de la Leal Legión de los Estados Unidos, al igual que sus tres hijos.
Casey murió de una enfermedad al sistema digestivo en Brooklyn, Nueva York, el 22 de enero de 1882, y está enterrado en la granja Casey en Saunderstown, Rhode Island.
Los hijos de Casey incluían a Silas Casey III, quien sirvió como contraalmirante del Escuadrón del Pacífico, 1901-1903; el general de brigada Thomas Lincoln Casey (quien supervisó la finalización del monumento a Washington y sirvió como jefe de ingenieros en el Ejército de los EE. UU.) y el teniente Edward Wanton Casey, un oficial del ejército que murió en acción contra los Sioux el 7 de enero de 1891.